# Prissinki
Prissinki - Присынки (rus) - és un poble de l'óblast de Bélgorod, a Rússia. El 2016 tenia 236 habitants. Pertany al districte (raion) de Gubkin.